# Madrasa d'Amiriya
La Madrasa d'Amiriya (arabe : المدرسة العامرية) est un bâtiment de Rada'a (de), dans le centre du Yémen. Fondée en 1504 sous la dynastie Tahiride, elle était à la fois une mosquée, une école religieuse et une résidence privée des sultans. Elle a été restaurée à partir de 1978 et inscrite en 2002 sur la liste indicative du patrimoine mondial de l'UNESCO.